# Försvarets materielverk
Försvarets materielverk (FMV) är en svensk statlig förvaltningsmyndighet, som sorterar under Försvarsdepartementet och har till uppgift att anskaffa, vidmakthålla, destruera och kassera materiel och förnödenheter på uppdrag av Försvarsmakten samt inom detta område biträda Försvarsmakten i fråga om långsiktig materielförsörjningsplanering och materielsystemkunskap. Inom ramen för myndighetens internationella arbete ryms även försvarsexportområdet, främst i form av exportstöd, och koordineringskontoret för den europeiska försvarsfonden (EDF). FMV upphandlar försvarsmateriel som tillverkas och tillhandahålls av företag verksamma på försvarsmarknaden.

## Vapen

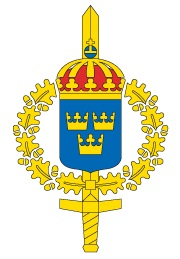
FMV:s heraldiska vapen tolkat efter dess blasonering.

FMV:s heraldiska vapen består av lilla riksvapnet krönt av en kunglig krona, lagd över en eklövskrans och ett stolpvis stående svärd, främst i guld. Lilla riksvapnet med krona symboliserar staten, eklövskransen erkända medborgerliga förtjänster och svärdet militär verksamhet.
Vid FMV:s entré syns även vapnen för de tre försvarsgrenarna: flygvapnet, marinen och armén, hysade i cirkulära fält.

## Historik
FMV har sina rötter i Kungliga Krigskollegium som upprättades 1630 under Gustav II Adolfs regering. Syftet var att styra upp Sveriges anskaffning av krigsmateriel som vid regalskeppet Vasas förlisning två år tidigare hade framstått som undermålig. 
Försvarets materielverk bildades den 1 juli 1968 genom en sammanslagning av myndigheterna Armétygförvaltningen, Försvarets intendenturverk och Försvarets förvaltningsdirektion. Organisationens devis är ”teknik för Sveriges säkerhet”. Den nuvarande generaldirektören är Göran Mårtensson, som tillträdde tjänsten 1 februari 2016.
FMV:s huvudsakliga verksamhet finns vid Tre Vapen på Banérgatan i Stockholm.
I utredningen "Ett användbart och tillgängligt försvar - Stödet till Försvarsmakten" föreslogs våren 2009 kraftiga reduceringar och att myndigheten skulle slås ihop med Totalförsvarets forskningsinstitut. Inga åtgärder vidtogs med anledning av den utredningen.
År 2011 föreslog en försvarsstrukturutredning en renodling av Försvarsmakten, där Försvarsmakten skulle föra över delar av Försvarsmaktens logistik (FMLOG) till Försvarets materielverk (FMV). Försvarsmakten skulle i och med det bli beställare och FMV leverantör av försvarslogistik. I juni 2012 biföll riksdagen Försvarsmakten och Försvarets materielverk begäran om att fortsätta omdaningen av försvarslogistiken, vilket bland annat resulterade i att 1400 personer fördes över från Försvarsmakten till Försvarets materielverk från och med den 1 januari 2013. De aktuella enheterna, Servicekontoret, Upphandlingsenheten, Markverkstadsenheten, Marinverkstadsenheten, Flygverkstadsenheten samt delar av Försörjningsenheten samt FMLOG:s ledning organiserades inom FMV under beteckningen FSV. Till dess chef utsågs Tomas Salzmann.. Från 1 januari 2014 blev FSV ett av flera verksamhetsområden inom FMV, som omorganiserades med målet att skapa ett myndighetsgemensamt arbete mellan FMV och Försvarsmakten. Syftet med arbetet var att kunna spara 760 miljoner kronor per år som skulle gå tillbaka till Försvarsmaktens förbandsverksamhet. Flera enheter lades ner i samband med denna omorganisation, bland annat flygverkstaden i Ronneby

### Generaldirektörer och chefer sedan 1968
- Sten Wåhlin (1968–1974)
- Ove Ljung (1974–1982)
- Carl-Olof Ternryd (1982–1988)
- Per Borg (1988–1995)
- Birgitta Böhlin (1995–2005)
- Gunnar Holmgren (2005–2012)
- Lena Erixon (2012-augusti 2015) [9] (2012-augusti 2015)
- Dan Ohlsson (överdirektör vid FMV, vikarierande GD augusti 2015-januari 2016)[10]
- Göran Mårtensson (1 februari 2016 – 30 juni 2025)[11]
- Mikael Granholm (1 juli 2025 – ff)[12]

## Huvudsakliga regelverk
- Lag (2016:1145) om offentlig upphandling (LOU)
- Lag (2011:1029) om upphandling på försvars- och säkerhetsområdet (LUFS)

## Större upphandlingar

### Upphandlingen av enhetsstridsflygplan
I samband med försvarsbeslutet 1982 kom riksdagen med rösterna 172 röster mot 167 att besluta om att ersätta 37 Viggen med ett svenskt alternativ framför de amerikanska. Benämning till systemet kom att bli JAS 39 Gripen, ett kombinerat jakt-, attack- och spaningsplan, ett så kallat enhetsflygplan. Det svenska alternativet var en så kallad fast offert som till en början sattes på 24,9 miljarder kronor, men som till våren 1982 stigit till 25,7 miljarder kronor. Enligt vissa uppgifter har det sedan stigit till en kostnad runt 140 miljarder kronor.
Inför försvarsbeslutet stod Industrigruppen JAS i konkurrens med tre amerikanska alternativ om ett nytt stridsflygplan. FMV fick i uppdrag av regering att studera de tre amerikanska alternativ, vilka var.
- F-16, vilket var ett standard jaktflygplan inom Nato och har liknande egenskaper som JAS 39 Gripen.
- F/A-18A/B, ett tyngre och tvåmotorigt jakt- och attackflygplan.
- F-5G, ett lågprisjaktflygplan för export riktad mot USA:s allierade flygvapen.

### Upphandlingen av stridsvagnar
Upphandlingen av en ny stridsvagn påbörjades 1985 genom en förstudie gällande hur det svenska stridsvagnsbeståndet skulle se ut vid sekelskiftet. I förstudien som pågick mellan 1985 och 1991 studerades tre olika alternativ.
- Stridsvagn 2000, en ny utvecklad svensk stridsvagn.
- Stridsvagn Ny, utländskt alternativ genom direktinköp eller licenstillverkning.
- Modifiering av befintliga vagnar: stridsvagn 103C till stridsvagn 103D och stridsvagn 104 till stridsvagn 105.

Då regeringen Bildt förordade en direktinförskaffning av ett utländskt alternativ inför försvarsbeslutet 1992, kom dessa alternativ att 1991 ersättas. Till en början utvärderades fjorton olika alternativ, vilka snart kom att reduceras till fyra huvudalternativ och bestod av:
- Challenger 2: en brittisk stridsvagn utvecklad av Vickers plc, hoppade dock av på eget initiativ 1991.
- Leclerc: en fransk stridsvagn utvecklad av GIAT Industries.
- Leopard 2: en tysk stridsvagn utvecklad av Krauss-Maffei Wegmann.
- M1A2 Abrams: en amerikansk stridsvagn utvecklad av General Dynamics.

Upphandlingen av ett utländskt vapensystem kom att bli den största som genomförts av Försvarets materielverk. I december 1993 överlämnade FMV sin rekommendation till regeringen av val till stridsvagn och den 20 januari 1994 beslöt regeringen Bildt om att införskaffa 120 stycken Leopard 2 Improved (Stridsvagn 122) med option på 90 stycken vagnar samt leasing av 160 stycken Leopard 2A4 (Stridsvagn 121) från Tyskland. Norrbottensbrigaden (MekB 19), Skaraborgsbrigaden (PB 9) och Skånska dragonbrigaden (PB 8) skulle i nämnd ordning tillföras Stridsvagn 122. För att PB 8 skulle tillföras Stridsvagn 122 krävdes dock att Sverige utnyttjade optionsrätten på de resterande 90 vagnarna. Dock var inställningen negativ inom armén till att Sverige över huvud taget skulle komma att utnyttja optionsrätten, vilket medförde att PB 8 valde att enbart gå vidare med Stridsvagn 121. Sedan 2002 använder armén endast Stridsvagn 122, vilka är fördelade på Norrbottens regemente (I 19), Skaraborgs regemente (P 4) och Södra skånska regementet (P 7). Stridsvagn 121 utgick i samband med försvarsbeslutet 2004 ur Försvarsmaktens insatsorganisation. I februari 2014 uppgavs det i media att hundra av de ursprungligen 160 Stridsvagn 121 återgick till Tyskland där de antingen skulle renoveras och säljas vidare eller skrotas.

### Upphandlingen av stridsfordon
I samband med upphandlingen av stridsvagnar köpte FMV även begagnade stridsfordon av typen MT-LB och BMP-1 från den då nyligen i Bundeswehr integrerade östtyska Volksarmee. Totalt införskaffades 1016 vagnar av MT-LB, som fick Pansarbandvagn 401 (Pbv 401) som svensk benämning. Dock levererades endast 550 vagnar till Sverige, då resterande vagnar skrotades i Tyskland för att återvinna reservdelar. Av BMP-1, som fick Pansarbandvagn 501 (Pbv 501) som svensk benämning, införskaffades 350 vagnar. Pbv 501 utgick ur Försvarsmaktens insatsorganisation i samband med försvarsbeslutet 2000. I december 2008 såldes samtliga 350 renoverade vagnar samt utrustning och reservdelar till det tjeckiska företaget VOP-026 Šternberk.

### Upphandlingen av ytstridsfartyg 2000
I början av 1990-talet påbörjade FMV tillsammans med Kockums att utveckla en ny typ av korvett som fick namnet HMS Smyge, som kom att ligga till grund för projektet runt Ytstridsfartyg 2000, som sedan fick namnet Visbyklassen, 
Projektet runt Visbyklassen påbörjades av FMV 1995 och 1999 bedömdes det att de sex fartygen som regeringen kom att beställa skulle vara operativa år 2010. Fartygen skulle levereras i två delserier, den första om fyra fartyg, och den andra om två fartyg.
År 2001 beslutades dock på politisk nivå att fartygsserien skulle minskas med ett fartyg. Anledningen till reduceringen av antalet fartyg var på grund av en fördyring av hela projektet. Trots att skrovet till det sjätte fartyget utgick, kom utrustningen, som redan var beställd till fartyget att levereras och används som reserv samt i andra stridsfartyg.
Den 16 december 2009 överlämnade FMV de två första fartygen till Försvarsmakten och Tredje sjöstridsflottiljen. I september 2015 var samtliga fem fartyg uppgraderade till version 5 samt levererade till Försvarsmakten, projektet avslutades officiellt i samband med att alla arbetsordrar stängdes den 20 december samma år.

### Upphandlingen av artillerisystem
I mitten av 1990-talet började Försvarsmakten tillsammans med FMV att studera ersättare till artillerisystemet Haubits 77B. Från 1 oktober 2001 fram till 30 september 2003 leasades en tysk och en brittisk pjäs för utvärdering, med en kostnadsram på ca 100 miljoner kronor.
De alternativ som studerades och utvärderades mellan åren 1995 och 2003 var: 
- AS-90 Braveheart, en brittisk bandhaubits.[24]
- Panzerhaubitze 2000, en tysk bandhaubits.[24]
- Haubits 77BD, en svensk Haubits 77B monterad på en civil Volvo dumper.[25]

Pjäserna var fördelade till Artilleribataljonen (Artbat/I 19) i Boden, Vaxholms amfibieregemente (Amf 1) och av Artilleriregementet (A 9) i Kristinehamn.
Både det brittiska och tyska alternativet ansågs för dyrt i både inköp och i driftskostnader samt att de var för tunga för att kunna flygtransporteras. Försvarsmakten och FMV valde att gå vidare med det svenska alternativet, vilket till en början kom att utvecklas tillsammans med Danmark. Dock lämnade Danmark projektet 2007 och istället tog Norge plats i projektet.
Den 19 augusti 2009 gav regeringen Reinfeldt klartecken till Försvarsmakten att genom Försvarets materielverk anskaffa 24 stycken enheter av Artillerisystem 08, detta efter att det norska stortinget tidigare beslutat om anskaffning av 24 stycken enheter. Den 23 mars 2010 offentliggjordes den officiella ordern till BAE Systems Bofors, där leveranserna till det svenska försvaret skall påbörjas under 2011 för att upptas och ingå i insatsorganisationen under 2012. De norska enheterna planerades tas i bruk under 2013. Archersystemet bygger på återanvändning av delar av från Haubis 77B samt Volvos midjestyrda dumper A 30D.
I december 2012 lämnade Artilleriregementet (A 9) ifrån sig de två sista Haubits 77B. Den 23 september 2013 överlämnade BAE Systems Bofors de första pjäserna i det nya systemet till FMV. Pjäserna transporterades sedan till Boden där Försvarets materielverk (FMV), Forsvarets logistikorganisasjon (FLO) och Artilleriregementet fortsatte med utbildning och övning. Fredagen den 18 oktober överlämnade FMV de första fyra utbildningspjäserna till Artilleriregementet. Den 6 december 2013 meddelade den norska regeringen att man bryter kontraktet, med hänvisning till att de inte motsvarar de norska behoven. 
Den 28 september 2015 överlämnade BAE Systems den första serieproducerade enheten till FMV. Överlämnandet skedde genom en mindre ceremoni i Karlskoga, där Lena Gillström, VD för BAE Systems Bofors, överlämnade den första enheten till försvarsminister Peter Hultqvist och Försvarets materielverks vikarierande generaldirektör Dan Ohlsson. Den 1 februari 2016 överlämnade FMV de första fyra pjäserna till Försvarsmakten och Artilleriregementet, genom en överlämningsceremoni i Boden. Artilleriregementet hade då varit utan egna artilleripjäser i över tre år.

### Upphandlingen av nytt splitterskyddat enhetsfordon
Redan under 1950-talet väcktes idén inom Armén om ett enhetsfordon. I tredje utgåvan av Arménytt 1950 gick det att läsa "om det verkligen skall vara nödvändigt att ha så många olika slag av pansarfordon, kan man icke nöja sig med ett enhetsfordon?"
Under början av 1990-talet väcktes idén för att på sikt ersätta Försvarets då 6700 bandvagnar med någon form av enhetsfordon. Vid den tidpunkten stod det även klart att Försvarsmaktens samtliga dåvarande fordon (Bv 206, Tgb 11/13/20, Tgb 30/40, Pbv 301, Pvrbv 551, Lvrbv 701 och Patgb XA-180) behövde ersättas under perioden 2007-2017. År 1996 myntade Försvarsmaktens förstudie begreppet "SEP - splitterskyddad enhetsplattform". Totalt kom ett 20-tal olika koncept på både band och hjul att utvärderas av FMV. Volvos dumper var ett av de förslag som utvärderades, men ratades. Detta koncept blev dock istället bärare till Artillerisystem 08. År 1998 kom Hägglunds koncept "B13" att bli det vinnande konceptet, som byggde både på hjul- och bandplattformar.
Den 4 februari 2008 meddelade ÖB Håkan Syrén att Försvarsmakten skrotar planerna på det nya enhetsfordonet och istället inriktar sig på att köpa från den internationella marknaden genom en offentlig upphandling. Anledningen var att konceptet skulle bli för dyrt att utveckla på egen hand, då Storbritannien som var en potentiell köpare drog sig ur projektet 2007.
Efter att Försvarsmakten genom FMV valt att göra en upphandling på befintliga fordon på marknaden kom BAE Systems Hägglunds att färdigutveckla fyra stycken förseriefordon på egen hand. Detta för att det fortfarande fanns ett stort intresse inom Försvarsmakten samt för att kunna delta i den kommande upphandlingen. FMV beslutade 26 juni 2009 att köpa pansarterrängfordonet Patria XA-360 AMV från finska Patria efter en offentlig upphandling i konkurrens med bland annat SEP. Beslutet överklagades till Länsrätten i Stockholms län av BAE Systems Hägglunds som menade att det var felaktigt, något som FMV tillbakavisade. Den 29 oktober 2009 meddelade länsrätten att den funnit att vissa moment i upphandlingen genomförts på ett sätt som strider mot lagen om offentlig upphandling och att upphandlingen därför bör göras om.
FMV valde att ej överklaga beslutet. Istället påbörjades en ny upphandling den 30 december 2009  kraven i den nya upphandlingen var i stort sett oförändrade med undantag av vissa justeringar samt förtydliganden, FMV satte den 9 mars 2010 som slutdatum för att lämna in offert till den nya upphandlingen som sedan beräknades vara slutförd till slutet av juni 2010. Något beslut offentliggjordes aldrig i juni som planerat. Dock så var ett besked tvunget att komma innan den 31 augusti, då giltigheten för offerten löpte ut.
Till en början var det osäkert om finska Patria skulle bli ensam i den nya upphandlingen då BAE Systems Hägglunds var osäker om de skulle lägga ett nytt anbud, trots deras överklagan på det tidigare beslutet. BAE Systems Hägglunds meddelade senare att de valde att gå vidare i den nya upphandlingen med fordonet Alligator, ett fordon utvecklat vid sidan om SEP. Dessutom uppgavs det i media den 19 juli att det fanns fler aktörer i budgivningen, bland annat ett industrisamarbete mellan Volvo, Renault Trucks och den franska vapentillverkaren Nexter, och att schweiziska MOWAG ingående i General Dynamics lämnat in en offert på dess Piranha-serie. Även tyska ARTEC GmbH (ARmoured vehicle TEChnology) hade lämnat in en offert på deras Boxer MRAV.
Den 13 augusti 2010 meddelade FMV att Patria med fordonet Patria XA-360 AMV vunnit den nya upphandlingen. I avtalet ingår även en industrisamverkan på 100 procent, det vill säga att bland annat kommer motorerna till fordonen levereras av Scania, pansarstål av SSAB och skydd av Åkers Krutbruk Protection AB. Totalt rör det sig om 113 fordon med ett beställningsvärde på cirka 2,5 miljarder kronor eller cirka 240 miljoner Euro, som ska levereras från 2012 och vara operativa i Armén till 2014. Vidare finns det även en option på ytterligare 113 fordon.
Den 23 augusti 2010 överklagade MOWAG den nya upphandlingen, vilket resulterade i att Förvaltningsrätten i Stockholm fattade ett interimistiskt beslut om att upphandlingen inte fick avslutas. Förvaltningsrätten i Stockholm meddelade den 26 november 2010 att FMV:s upphandling genomförts på ett korrekt sätt och att det ej stridit mot lagen om offentlig upphandling. Beslutet resulterade i att Förvaltningsrättens interimistiskt beslut från den 23 augusti 2010 upphörde att gälla. MOWAG hade möjlighet att överklaga beslutet till Kammarrätten i Stockholm innan domen vunnit laga kraft, dock valde de att ej överklaga. FMV räknar med att trots en försening på drygt fyra månader kommer de som planerat kunna leverera de första fordonen under 2012 till Försvarsmakten, för att de sedan ska vara i operativ drift år 2014.

### Upphandlingen av medeltung transporthelikopter
Försvarsmaktens medeltunga helikoptersystem, Helikopter 14, drabbades av leveransförseningar samtidigt som det fanns ett stort behov av en medeltung transporthelikopter i och med att Helikopter 4 avvecklades helt våren 2011. Behovet fanns framförallt för sjukvårdstransport, (Medevac), i de insatsområden Försvarsmakten verkar (framförallt Afghanistan) samt i Nordic Battlegroup. I sitt slutbetänkande föreslog därför den militära helikopterutredningen anskaffning av ytterligare 15 medeltunga helikoptrar till en kostnad av 4,7 miljarder kronor. Utredningen tog inte ställning till vilken helikopter som skulle anskaffas utan enbart att ett behov fanns. 
I media spekulerades det om att den nya medeltunga helikopter skulle kunna vara UH-60 Black Hawk. Dock så medgav FMV att helikoptersystemet var ett av flera intressanta system som kunde tänkas anskaffas. Vidare fanns även den fransktillverkade helikoptern Eurocopter EC 725 Super Cougar bland tänkbara system inom Försvarsmakten.
I januari 2011 beslutade dock Försvarets materielverk att inleda slutförhandlingar med amerikanska arméns Utility Helicopters Project Office (UHPO) om att införskaffa 15 stycken UH-60M Black Hawk, med inriktning att tre stycken helikoptrar skulle vara insatsberedda under andra kvartalet 2013. Helikoptern, som ej köpts direkt från Sikorsky utan från amerikanska myndigheter, benämns inom Försvarsmakten Helikopter 16 eller bara HKP 16.

### Upphandlingen av tung lastbil
År 2010 gav regeringen FMV i uppdrag att tillsammans med norska Forsvarets logistikkorganisasjon (FLO), att upphandla tunga lastbilar. Upphandlingen leddes av Norge och den svenska regeringen beslutade att norska regler skulle gälla i den gemensamma upphandlingen, det vill säga bland annat skulle Lagen om offentlig upphandling (LOU) undantas. Upphandling var värderad upp mot 20 miljarder svenska kronor. Till upphandlingen bjöds tillverkarna Iveco, MAN Rheinmetall, Mercedes, Scania och Volvo in. Till sist stod det mellan tyska MAN Rheinmetall och svenska Scania. I slutet av 2013 utsågs MAN Rheinmetall till vinnare, vilket direkt överklagades av Scania till Förvaltningsrätten i Stockholm. Ett par dagar senare drog Scania tillbaka sin överklagan, men istället startade Konkurrensverket ett ärende om undantaget av Lagen om offentlig upphandling gjorts på korrekt sätt. Då kontraktet var tänkt att undertecknas i januari 2014, meddelade norska FLO att man väntar med att skriva kontrakt tills Konkurrensverket kommit med sin dom. Ny tid till kontaktskrivning sattes till den 31 mars 2014. Då Konkurrensverket inte meddelat sin dom innan den 31 mars 2014, skrev Norge ensamt på kontraktet den 31 mars. Svenska FMV meddelade då att man hade för avsikt att gå in i kontraktet under våren 2014, detta beroende på Konkurrensverket. Den 4 juli 2017 framkom det att Nederländernas försvarsmakt i en liknande upphandling förordade Scania framför nederländska DAF. Den nederländska upphandlingen omfattar cirka 2000 militärlastbilar för materialtransporter, till ett värde om cirka 500 miljoner euro. I maj 2018 överlämnade FMV de 45 första lastbilarna till Försvarsmakten, vilka följs löpande av 67 lastbilar fram till tredje kvartalet 2018. År 2016 omförhandlades avtalet, där Rheinmetall MAN Military Vehicles (RMMV) bland annat fick en ny leveransplan att följa. Under 2019 kommer skyddade rullflaksterrängbilar och lastterrängbilar levereras från Rheinmetall MAN Military Vehicles (RMMV) till Försvarsmakten.

### Upphandlingen av MFTS
Den 29 april 2015 skickade FMV ut en så kallad begäran om upplysningar (RFI) om nytt Military Flying Training System (MFTS), det vill säga ett nytt skolflygplan för Flygvapnet för att ersätta 50 tvåsitsiga Saab 105 (i Flygvapnet benämnt som Sk 60) vilka har totalt 5 500 flygtimmar per år. Det nya tvåsitsiga flygplanssystemet som efterfrågas ska klara ett uttag på upp till 8 000 flygtimmar per år, det vill säga det totala antalet flygplan ska klara 8 000 timmar tillsammans. Egenskaper för flygplanet ska vara att det bör klara arbeta över en flyghöjd 20 000 fot (6 000 meter) och kunna hålla 230 knop (425 km/h) på en flyghöjd på 15 000 fot. Vidare är det en lösning på flygplanssystem som efterfrågas och inte ett två-flygplanssystem.
Prestanda som krävs för avancerad flygutbildning på jaktflygplan är en hastighet om Mach 0,65 på en operativ flyghöjd på över 25 000 fot och en hastighet av 300 knop vid 1 000 fot. Vidare bör skolflygplanet vara utrustat med taktiska instrument och displayer inspirerade av fjärde eller femte generationens stridsflygplan. Utbildning på flygplanet kommer skötas av Flygvapnet tillsammans med FMV, medan den markbaserade utbildningen samt tekniskt underhåll outsourcas till industrin.
Svarstiden på RFI:n var satt till 1 juli 2015. Målet är att skriva kontrakt vid årsskiftet 2016/2017, för att sedan tas i bruk för instruktörsutbildning 2018 eller 2019, och vara fullt operativ första halvåret 2020. Av olika orsaker sköts upphandlingen vid ett flertal tillfällen på framtiden. I maj 2021 meddelade dock Försvarets materielverk att ett kontrakt tecknats med tyska Grob Aircraft SE, för att leverera Grob G 120TP som nytt skolflygplanssystem till Försvarsmakten och flygvapnets grundläggande flygutbildning. Målsättningen är att det nya skolflygplanssystemet ska vara levererat till Försvarsmakten sommaren 2024.

### Upphandlingen av luftvärnsrobotsystem
I den parlamentariska luftförsvarsutredningen 2040 angav kommittén bland annat att ett luftvärnssystem med en förmåga mot luftmål på större avstånd än i dag var av prioritet. År 2016 framkom det att amerikanska MIM-104 Patriot samt franska SAMP/T Aster var två alternativ som övervägdes. Inför försvarsmaktsövningen Aurora 17 bjöds både Frankrike samt USA in till övningen för att öva och förevisa de två systemen.[källa behövs] Den 10 juli 2017 framkom det i media att den svenska regeringen förordade det amerikanska luftvärnsrobotsystemet MIM-104 Patriot, medan Försvarets materielverk förordar det franska systemet. Bland annat menade FMV på att det franska systemet var 30–40 procent billigare sett över en livscykel jämfört med det amerikanska. Totalt omfattar affären ett värde på drygt 10 miljarder kronor, där kritiker menar att den avgörs på politik och inte efter prestanda och ekonomi. Den 7 november 2017 meddelade Regeringen Löfven I att man gett Försvarets materielverk (FMV) i uppdrag att skicka en anbudsförfrågan, ett så kallat ”Letter of Request for a government-to-government Letter of Offer and Acceptance”, till amerikanska staten och därmed inleda förhandlingar om en anskaffning av luftvärnssystemet. Valet gjordes mot bakgrund av att Försvarsmakten förordar Patriot efter att genomfört en militärstrategisk analys av hotbild, kravställning, ekonomi, leveranssäkerhet, vidmakthållande samt prioriteringar och ambitioner avseende internationellt samarbete. Regeringen kommer under 2018 ta slutlig ställning till anskaffningen till luftvärnssystemet, vilket enligt försvarsbeslutet 2015 ska påbörjats levererats 2020, och vara slutlevererat senast 2025. Den 2 augusti 2018 gav regeringen FMV bemyndigande att ingå avtal med amerikanska myndigheter om köp av luftvärnssystem. Den 10 augusti 2018 undertecknade FMV ett avtal med amerikanska myndigheter om köp av luftvärnssystemet. Undertecknandet gjordes på den amerikanska ambassaden i Stockholm av generallöjtnant Johan Svensson från Försvarsmakten, Generaldirektör Göran Mårtensson vid FMV och Chargé d’affaires David E. Lindwall vid amerikanska ambassaden. Totalt omfattar affären robotar, teknisk utrustning och reservdelar till fyra eldenheter, där varje eldenhet består av en ledningsplats, ett elverk, en radar och tre lavetter. FMV har kalkylerat att det behovs cirka 60 lastbilar till luftvärnssystemet, vilka antagligen kommer köpas från Rheinmetall MAN Military Vehicles (RMMV). Huvuddelen av systemet kommer att levereras till FMV under åren 2021–2022.